# راس مک‌دونالد
راس مک‌دونالد (انگلیسی: Ross MacDonald؛ زادهٔ ۲۷ ژانویهٔ ۱۹۶۵) قایقران اهل کانادا است.